# Theridion hannoniae
Theridion hannoniae là một loài nhện trong họ Theridiidae.
Loài này thuộc chi Theridion. Theridion hannoniae được J. Denis miêu tả năm 1944.